# A nemzeti zászló emlékműve
A Nemzeti zászló emlékműve (spanyolul Monumento Nacional a la Bandera) Argentínában, Rosarióban található és az argentin zászló előtt tiszteleg. 1957. június 20-án, a zászlót alkotó Manuel Belgrano halálának évfordulóján avatták fel. Belgrano 1812. február 27-én az emlékműtől nem messze, a Paraná folyó partján emelte magasba először a nemzeti lobogót. A 10 000 m2 alapterületű emlékmű Ángel Guido és Alejandro Bustillo építészek, valamint José Fioravanti, Alfredo Bigatti és Eduardo Barnes szobrászok irányítása alatt készült. Az építkezés során kizárólag az Andokból származó köveket használtak fel.
A komplexumot a Córdoba és Santa Fe Avenue, a folyópart felől pedig a Belgrano Avenue határolja. Rosario főterétől, a Május 25. tértől a Fogadalom Sétányon (Pasaje Juramento) keresztül lehet megközelíteni, ami a téren álló Palacio de los Leones és rosariói katedrális között indul. Az emlékmű mellett található a Nemzeti zászló park.
Az argentin peso 10-es címletén az emlékmű látható.

## Részei
Az emlékműnek három része van. A Torony (Torre) 70 méter magas és az 1810-es májusi forradalomnak állít emléket, valamint benne található Manuel Belgrano kriptája. A Torony körül Aldo Bigatti és José Fioravanti alkotásai különböző allegóriákat ábrázolnak, mint például a Pampák, az Andok, az Atlanti-óceán, és a Paraná folyó szobra. A Tornyon található a négy égtáj allegóriája, valamint három dombormű, amely a zászló történetének egy-egy fontos állomását eleveníti fel. A Belgrano kriptája alatti szobában kapott helyet a Tartományok Csarnoka (Sala de las Provincias), ahol az ország tartományainak zászlói láthatóak.
A Polgári udvar (Patio Cívico) szimbolizálja az államszervezés törekvéseit. Az emlékmű ezen részén nagy szabadtéri rendezvényeket tartanak, valamint ez köti össze a Tornyot az emlékmű többi részével. A Győzedelmi Propülaia (Propileo Triunfal) a nemzetet reprezentálja, ahogy az az 1853-as argentin alkotmány megírása után szerveződött. Itt található az a négy szobor is, ami Argentína megalakulásának fontos eseményeit ábrázolja. A Propülaia alatti teremben minden amerikai nemzet zászlója ki van állítva.

## Megvalósítása

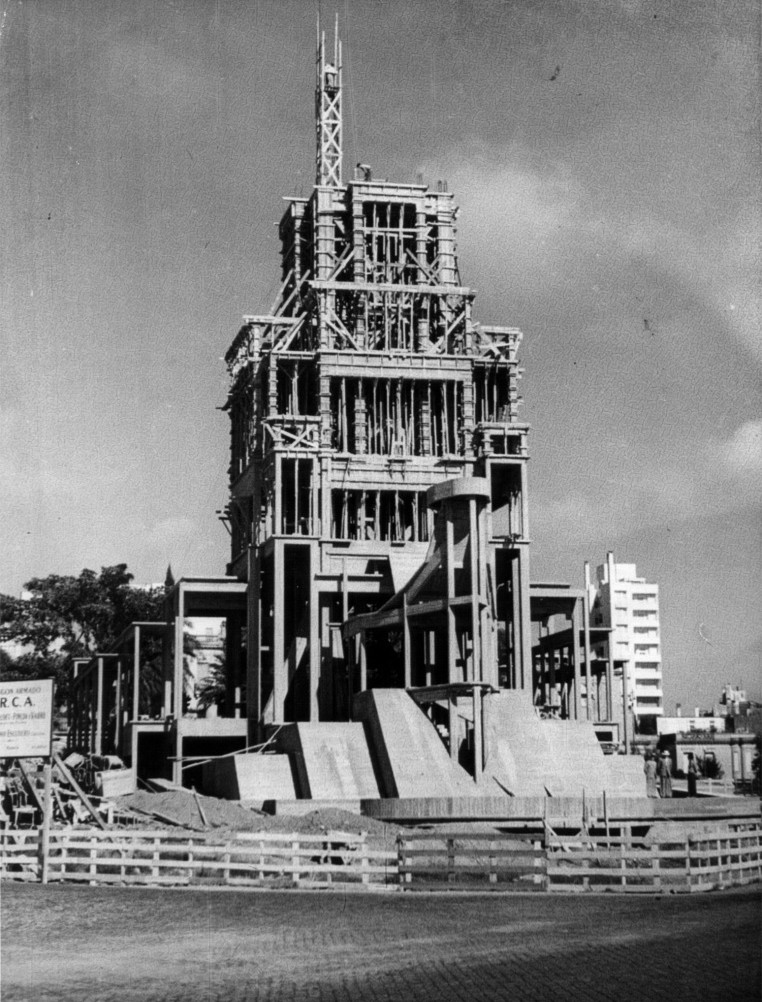
Az emlékmű építése

Belgrano 1812-ben két tüzérségi löveget építtetett Rosarióban. A Paraná folyó partján és az Espinillo szigetén álló lövegek felavatását nemzeti lobogó felhúzásával akarta megünnepelni, azonban, mivel ekkor ez még nem létezett, Belgrano a kokárda színeit felhasználva elkészíttette az első argentin zászlót.
1872-ben merült fel először a zászló tiszteletére állított emlékmű elkészítésének ötlete. Az ekkori tervek szerint a szigeten egy obeliszket emeltek, a folyópartra pedig egy nagyobb komplexumot terveztek. Az előbbit még ez év szeptemberében elkezdték építeni, ám nem sokkal később, 1878-ban egy viharban elpusztult.
1910-ben a kormány elrendelte a komplexum folyóparti részének felépítését, a megvalósítást Lola More szobrásznőre bízták. More tervének központi része egy 18 méter magas oszlop volt, amelynek a tetején egy angyal, a Szülőföld szelleme tartotta a zászlót. Az oszlopon a Szabadság nőalakja is megjelent, talpazatánál pedig további szobrok — Belgrano a zászlóval, katonák, egy anya gyermekével, egy pap, gauchók és hétköznapi emberek — kaptak helyet. A szobrászt a romantikus stílus és az európai nagyvárosok emlékművei inspirálták. Olaszországban 15 éven keresztül dolgozott a márványszobrokon, amiket elkészültük után egyesével küldött Argentínába. 1923-ban azonban új vezetők kerültek a kivitelezést irányító centenáriumi tanács élére. Ők azt állították, hogy a szobrokból hiányzik a művészi érték és 1925-ben visszavonták More megbízását. A döntés heves tiltakozást váltott ki, aminek hatására a tanács tagjai kénytelenek voltak lemondani.
1936-ban új pályázatot írtak ki az emlékmű elkészítésére, amit Angel Guido és Alejandro Bustillo nyert meg. Az építészpáros egy templomszerű komplexumot tervezett hatalmas köztérrel és lépcsősorral, valamint múzeummal. Mole inspirációjával ellentétbe Guido a prekolumbiánus művészet felé fordult: az emlékmű döntően szögletes, sima és dísztelen formákat tartalmaz.
Az építkezés 1943-ban kezdődött meg, de a két évvel később felmerülő gazdasági problémák lelassították a kivitelezést. Az emlékmű végül 1957-ben készült el és június 20-án, Belgrano halálának évfordulóján avatták fel. More elkészült szobrai ma a Fogadalom Sétányon láthatóak.

## Galéria

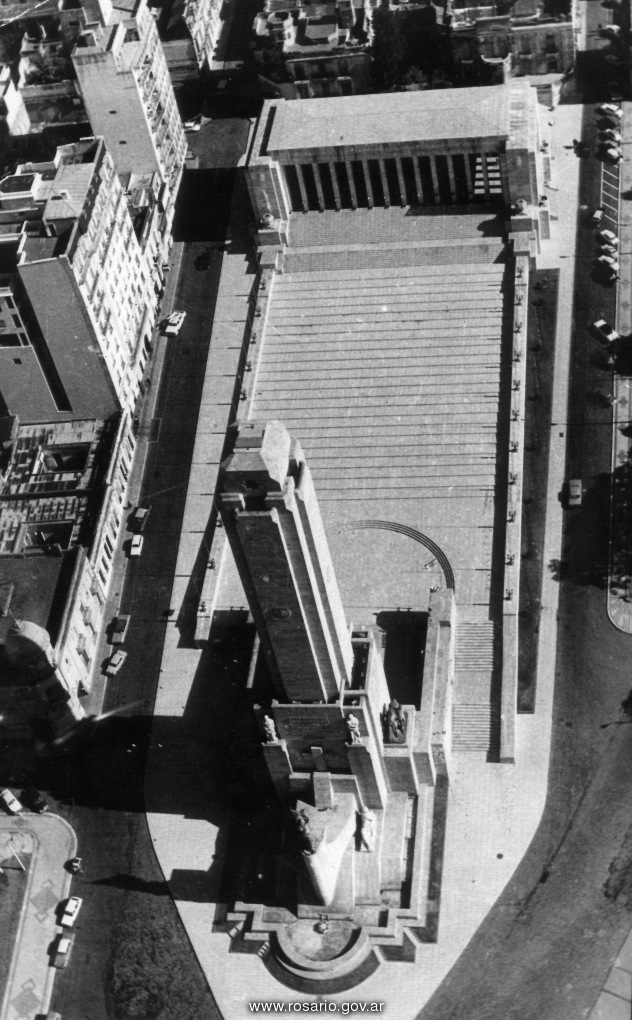
Légifelvétel 1957-ből.
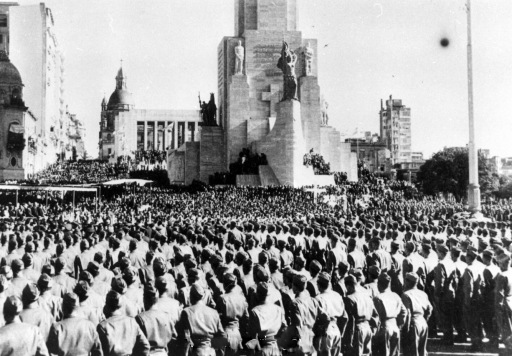
Az emlékmű felavatása.
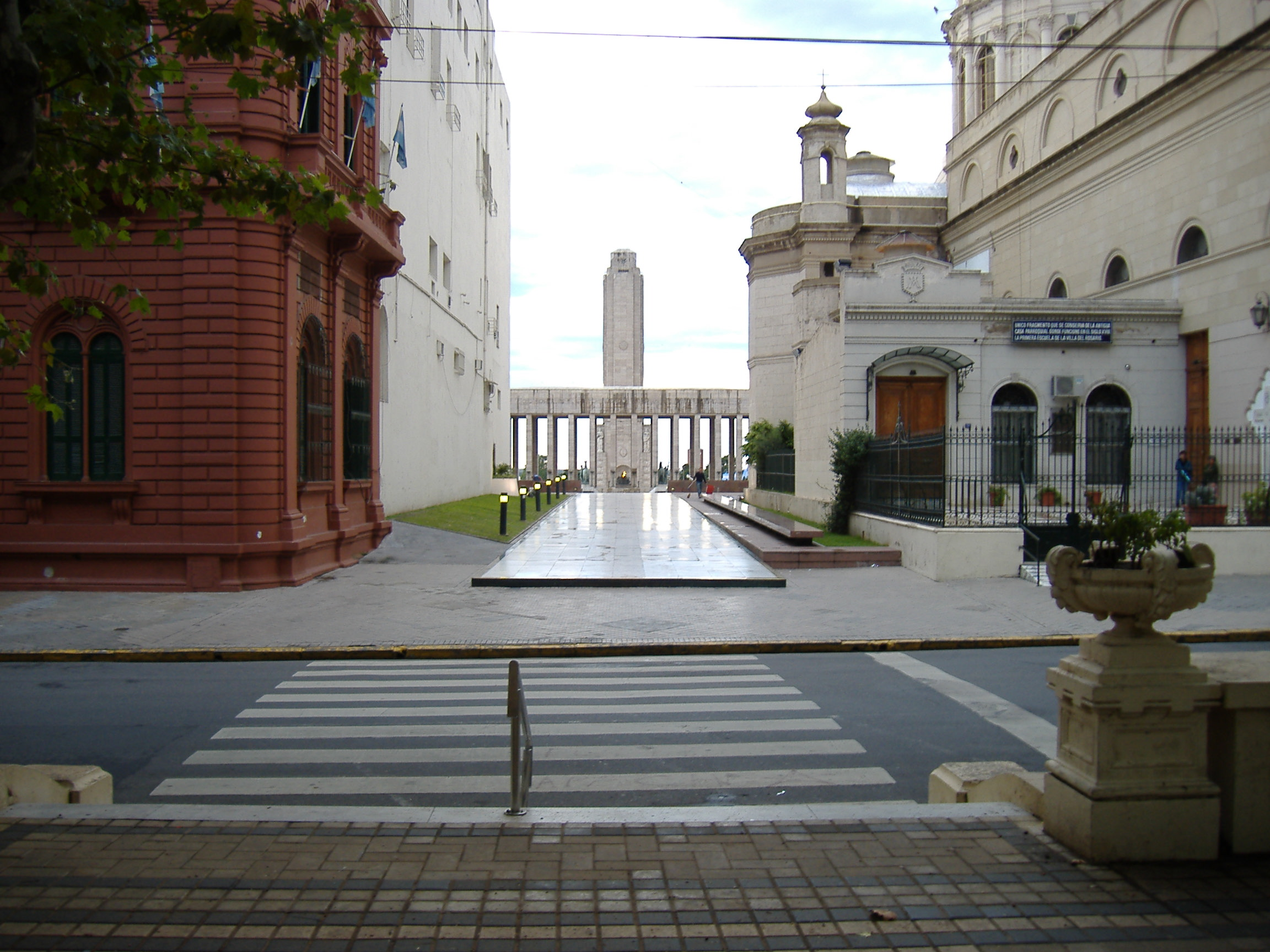
Fogadalom Sétány
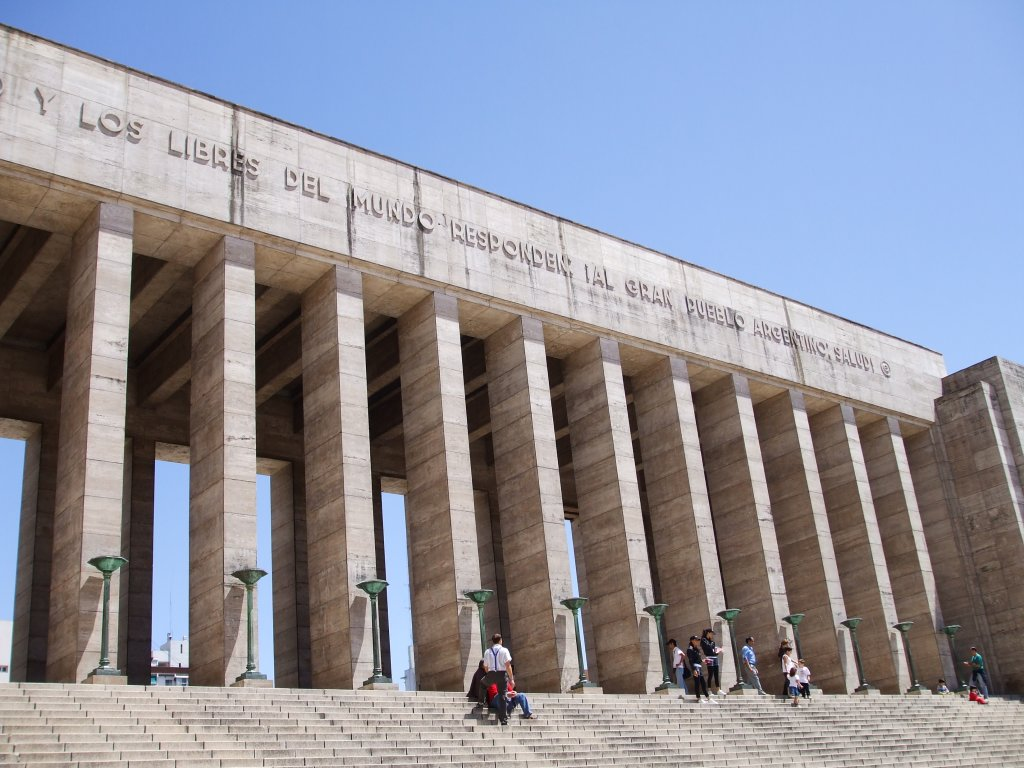
Győzedelmi Propülaia
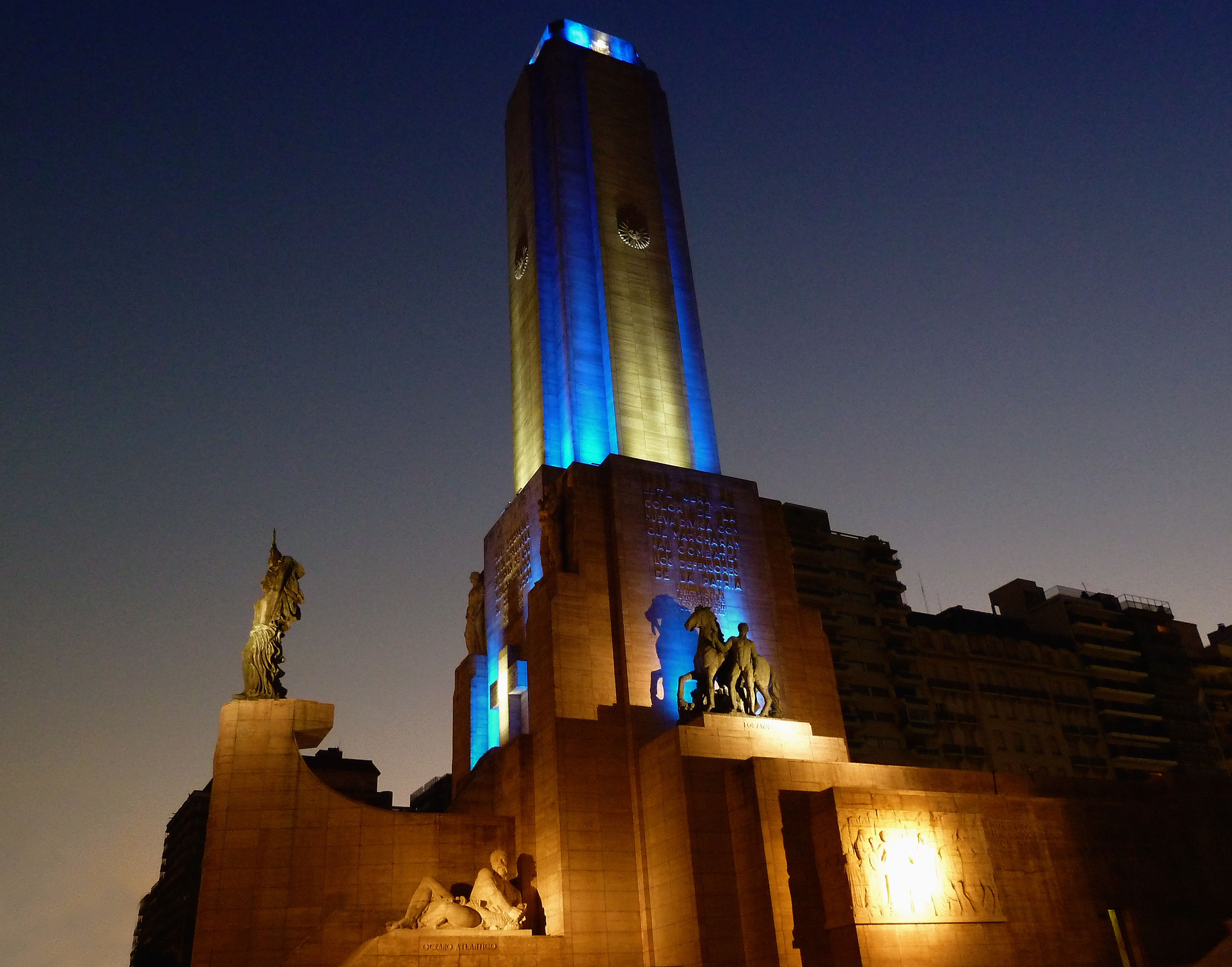
A Torony éjszakai kivilágítása.
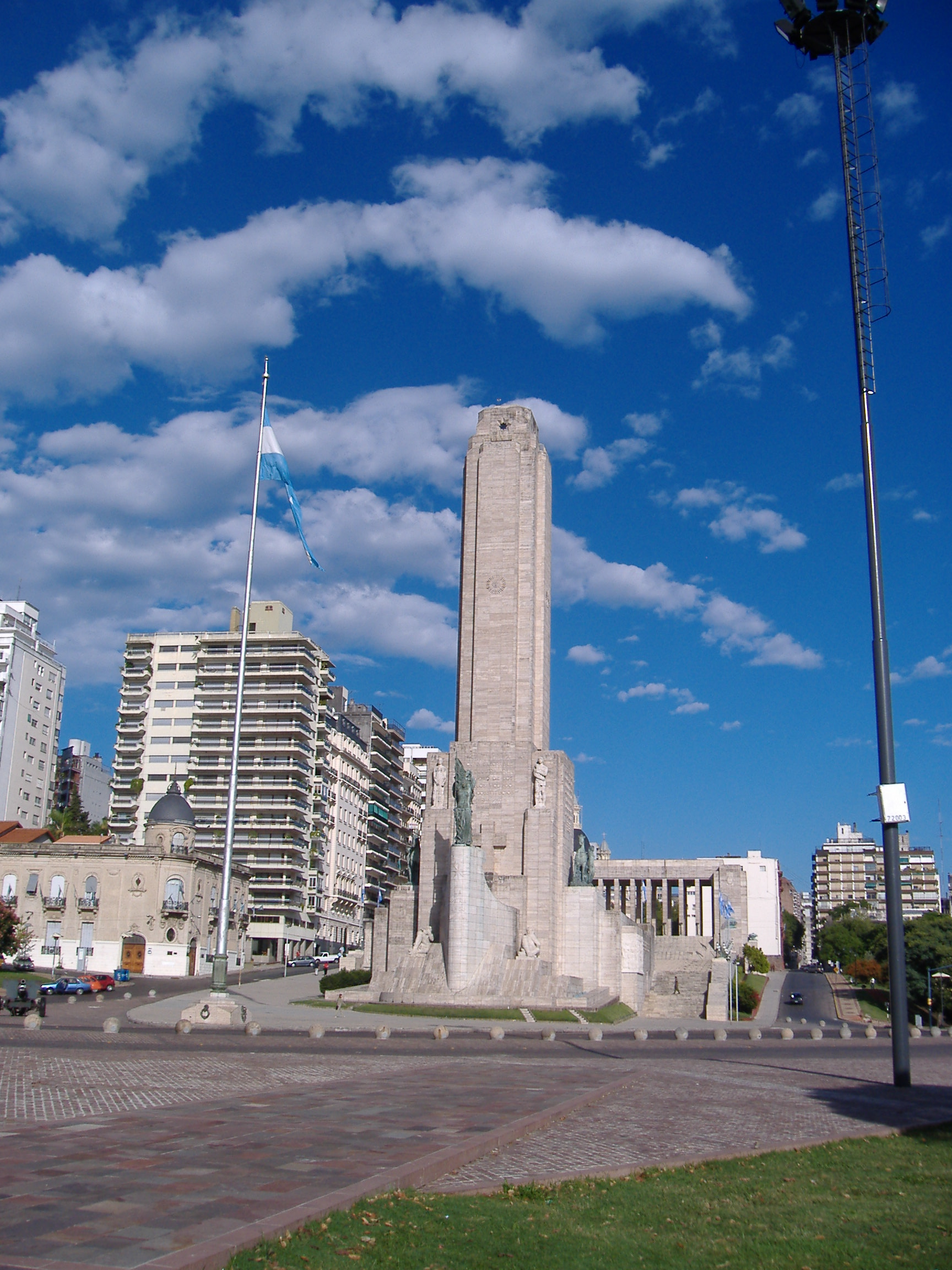
A Torony a Paraná felől.
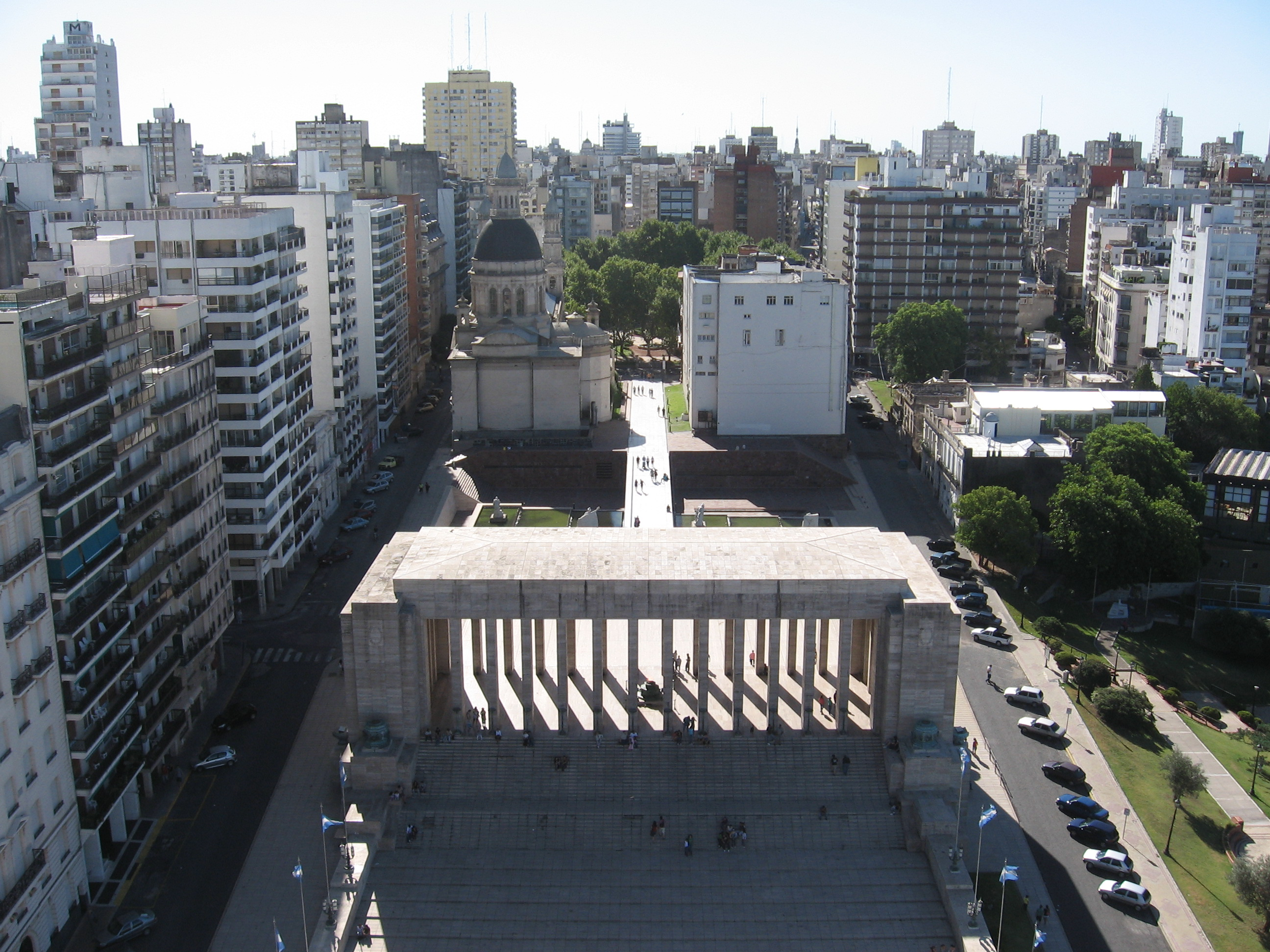
Kilátás a Toronyból.